# Đại học Indiana tại Bloomington
Đại học Indiana tại Bloomington là trường đại học hàng đầu trong hệ thống đại học Indiana. Trường có 110 chương trình được xếp trong top 20 của nước Mỹ. Hai mươi chín chương trình sau đại học và bốn trường hệ đại học của Đại học Indiana nằm trong top 25 của bảng xếp hạng của US News & World Report, 2001-2002. Trường là một trong 60 thành viên của Hiệp Hội Các Trường Đại học Hoa Kỳ, gồm những đại học nghiên cứu hàng đầu của Mỹ. Theo Howard và Matthew Greene trong The Public Ivies: America's Flagship Public Universities (2001), Đại học Indiana là một trong số những "Public Ivy," được định nghĩa như một trường công lập có chất lượng đào tạo như các trường tư trong hệ Ivy League.
Trường đại học Indiana tại Bloomington có 3 trường (khoa) nổi bật xếp hạng top đầu của Hoa Kỳ và thế giới là Trường Kinh Doanh Kelley, Trường Trường Về Các Vấn đề Môi trường và Quản lý Công O'Neill và Trường Âm nhạc Jacobs.

## Khuôn viên
Khuôn viên Đại học Indiana được xem là một trong những khuôn viên đại học đẹp nhất nước Mỹ, với nhiều cây cảnh, hoa lá xanh tươi và những công trình kiến trúc lịch sử bằng đá vôi thời kỳ cuối thế kỷ thứ 19. Trong The Campus as a Work of Art, nhà phê bình nghệ thuật Thomas Gaines nói khuôn viên Đại học Indiana là một trong năm khuôn viên đẹp nhất.

## Giảng dạy
Đại học Indiana bao gồm một trường lớn (Trường Khoa Học và Nghệ thuật) và 12 trường cùng các phân viện khác.

### Trường Khoa Học và Nghệ thuật
Trường Khoa Học và Nghệ thuật là trường lớn nhất của Đại học Indiana, chiếm hơn 40% sinh viên bậc đại học. Trường giảng dạy những khóa học đại cương để học sinh có thể tiếp tục học tại hầu hết các trường khác trong Đại học.

### Trường Luật
Trường Luật của Đại học Indiana, Bloomington được thành lập năm là một trong những trường lâu đời nhất của Đại học. Trong năm 2007, U.S. News & World Report xếp trường thứ 36 toàn quốc và thứ 15 trong số những trường luật công lập. Cựu sinh viên gồm có nhà viết nhạc Hoagy Carmichael, thẩm phán Tòa án Tối cao Sherman Minton và cựu đại biểu quốc hội Lee Hamilton.

### Trường Khoa Học về Thư Viện và Thông tin
Gần đây trường được U.S. News & World Report xếp hạng 7 toàn quốc về lĩnh vực này.

### Trường Âm nhạc Jacobs
Được thành lập từ đầu thế kỷ thứ 20, trường âm nhạc Jacobs luôn được xem là một trong những trường âm nhạc tốt nhất của Hoa Kỳ. Trường được xếp hạng nhất toàn quốc cùng với trường Juilliard và Eastman bởi U.S. News. Với hơn 1.600 sinh viên, trường Jacobs là trường âm nhạc lớn nhất nước Mỹ và nằm trong số những trường âm nhạc lớn nhất thế giới.

### Trường Kinh doanh Kelley
Trường Kinh doanh Kelley được thành lập năm 1920. Kelley là một trong những trường kinh doanh bậc đại học và sau đại học danh giá lâu đời bậc nhất của Mỹ. Kelley nằm trong top 10 trường kinh doanh bậc đại học trong nhiều thập kỷ. Năm 2014, cả Bloomberg Businessweek và U.S. News& World News Report xếp Kelley là trường kinh doanh đứng thứ 8 toàn quốc ở bậc đại học. Businessweek đánh giá chương trình đại học của Kelly: A+ cho chất lượng giảng dạy và hướng nghiệp; A cho trang thiết bị và dịch vụ; tỉ lệ có việc làm của sinh viên sau khi tốt nghiệp là 94% và mức lương trung bình là $55,000 một năm sau khi mới tốt nghiệp.

### Trường Về Các Vấn đề Môi trường và Quản lý Công O'Neill
Trường Về Các Vấn đề Môi trường và Quản lý Công O'Neill là một trong những trường đại học và sau đại học của Đại học Indiana, đồng thời là trường nghiên cứu về môi trường và chính sách công lớn nhất ở Hoa Kỳ. Được thành lập vào năm 1972 đây là trường đầu tiên kết hợp quản lý, chính sách và điều hành công với khoa học môi trường. Trường được thành lập trong khuôn viên IU Bloomington, và ngày nay còn có cơ sở tại Đại học Indiana - Đại học Purdue University Indianapolis (IUPUI). Trường O'Neill Bloomington là trường được xếp hạng hàng đầu về các vấn đề công ở Hoa Kỳ. Trường đã nhận được sự cải tiến và mở rộng khi Trung tâm Sau đại học Paul O'Neill mở các lớp học vào học kỳ Mùa xuân năm 2017 do số lượng sinh viên ngày càng tăng. Vào ngày 4 tháng 3 năm 2019, tên được đổi thành Trường Về Các Vấn đề Môi trường và Quản lý Công O'Neill, để vinh danh cựu sinh viên Paul H. O'Neill, người từng là Bộ trưởng Tài Chính Hoa Kỳ trong giai đoạn 2001-2002.
Một số cựu sinh viên nổi tiếng của trường: Paul H. O'Neill - Bộ trưởng Tài chính Hoa Kỳ; Oksana Markarova - Bộ Trưởng Tài chính Ukraine. 

Năm 2022-2023 và nhiều năm trước đó, Trường O'Neill được US News & World Report xếp hạng số 1 nước Mỹ trong lĩnh vực Quản Trị Công, Quản Lý Công 
Năm 2019, Trường O'Neill được ShanghaiRanking xếp hạng số 1 thế giới trong đào tạo và nghiên cứu Hành Chính công và Quản lý công 
Năm 2022, QS World University Rankings xếp hạng Indiana University số 22 thế giới trong đào tạo ngành Chính sách và Quản Trị Công 